# Віялохвістка
Віялохвістка (Rhipidura) — рід горобцеподібних птахів родини віялохвісткових (Rhipiduridae). Це дрібні комахоїдні птахи, що поширені в Австралазії, Південно-Східній Азії та Індійському субконтиненті.

## Види
- Віялохвістка синя, Rhipidura superciliaris
- Віялохвістка гранатова, Rhipidura samarensis
- Віялохвістка синьоголова, Rhipidura cyaniceps
- Віялохвістка табласька, Rhipidura sauli
- Віялохвістка світлочерева, Rhipidura albiventris
- Віялохвістка рудочерева, Rhipidura hyperythra
- Віялохвістка сірочерева, Rhipidura albolimbata
- Віялохвістка сиза, Rhipidura albiscapa
- Віялохвістка новозеландська, Rhipidura fuliginosa
  - Rhipidura fuliginosa cervina — вимер до 1925 року
- Віялохвістка мангрова, Rhipidura phasiana
- Віялохвістка гірська, Rhipidura drownei
- Віялохвістка сан-кристобальська, Rhipidura tenebrosa
- Віялохвістка ренельська, Rhipidura rennelliana
- Віялохвістка строкатовола, Rhipidura verreauxi
- Віялохвістка кадавуйська, Rhipidura personata
- Віялохвістка самоанська, Rhipidura nebulosa
- Віялохвістка целебеська, Rhipidura teysmanni
- Віялохвістка таліабуйська, Rhipidura sulaensis
- Віялохвістка буруйська, Rhipidura superflua
- Віялохвістка серамська, Rhipidura dedemi
- Віялохвістка танімбарська, Rhipidura opistherythra
- Віялохвістка палауська, Rhipidura lepida
- Віялохвістка мала, Rhipidura rufidorsa
- Віялохвістка сірогорла, Rhipidura dahli
- Віялохвістка чорновола, Rhipidura matthiae
- Віялохвістка малаїтська, Rhipidura malaitae
- Віялохвістка арафурська, Rhipidura dryas
- Віялохвістка мікронезійська, Rhipidura kubaryi
- Віялохвістка рудолоба, Rhipidura rufifrons
- Віялохвістка адміральська, Rhipidura semirubra
- Віялохвістка папуанська, Rhipidura brachyrhyncha
- Віялохвістка чорна, Rhipidura atra
- Віялохвістка чорноголова, Rhipidura nigrocinnamomea
- Віялохвістка рудогуза, Rhipidura phoenicura
- Віялохвістка яванська, Rhipidura euryura

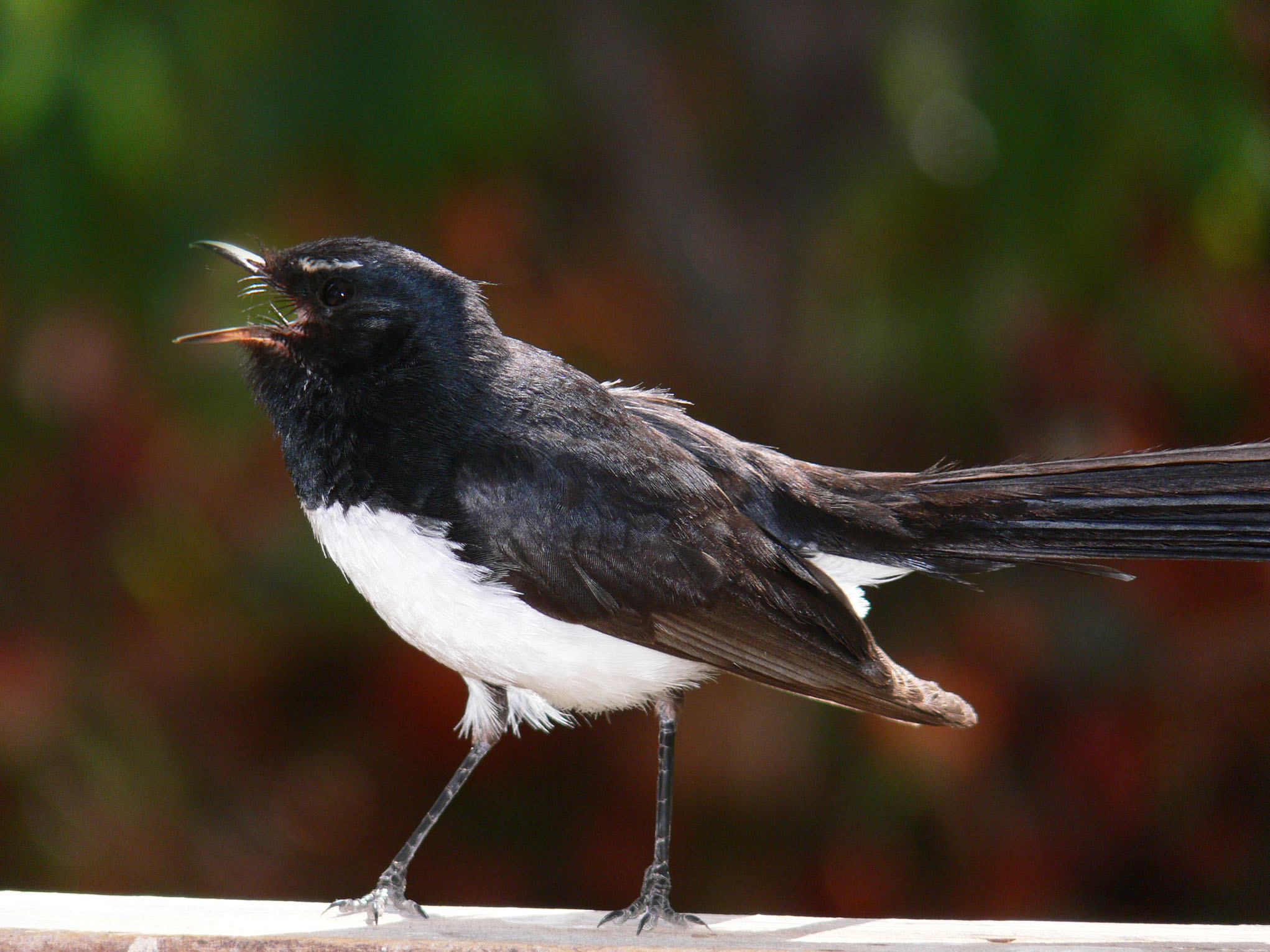
Віялохвістка чорноряба, Rhipidura leucophrys

- Віялохвістка малазійська, Rhipidura perlata
- Віялохвістка білоброва, Rhipidura aureola
- Віялохвістка строката, Rhipidura javanica
- Віялохвістка філіппінська, Rhipidura nigritorquis
- Віялохвістка білогорла, Rhipidura albicollis
- Віялохвістка цяткована, Rhipidura albogularis
- Віялохвістка буроголова, Rhipidura diluta
- Віялохвістка рудохвоста, Rhipidura fuscorufa
- Віялохвістка північна, Rhipidura rufiventris
- Віялохвістка білокрила, Rhipidura cockerelli
- Віялохвістка плямистовола, Rhipidura threnothorax
- Віялохвістка білочерева, Rhipidura leucothorax
- Віялохвістка біловуса, Rhipidura maculipectus
- Віялохвістка чорноряба, Rhipidura leucophrys
- Rhipidura habibiei